# Ana (filme)
Ana é um filme etnográfico (docuficção) português de 1982, realizado, escrito e produzido por António Reis e Margarida Cordeiro. É protagonizado por Ana Maria Martins Guerra, mãe de Margarida Cordeiro, interpretando uma versão de si mesma. Com base nos poemas de Rainer Maria Rilke, a longa-metragem centra-se em três gerações de uma família transmontana: uma avó, um filho cientista que vive na cidade e passa férias na aldeia, e duas crianças (neto e neta).
Ana foi exibido no Festival Internacional de Cinema da Figueira da Foz a 15 de setembro de 1982 e estreou-se nos cinemas de Portugal a 6 de maio de 1985.

## Sinopse
Tudo começou num dia “em que a neve e o vento eram mais puros”. Ana é o nome de uma velha, deixada em casa, ereta como um emblema. O seu rosto é sulcado e orgulhoso, o seu corpo pesado e digno. Ana é um pouco mais que uma avó e um pouco menos que um símbolo. Ana também é mulher e fica doente, mas não se deixa levar. 
O filho de Ana, um antropólogo, dá uma longa palestra sobre a antiga história das jangadas na Mesopotâmia. A lembrança de Ana de um eclipse de há muito tempo atrás assombra-a como representante do fim das coisas. Ainda assim, na própria narrativa de Ana sobre o eclipse, numa passagem da "Terceira Elegia" de Rilke sobre sonhos febris primitivos, uma cena mostra a luz do sol através de um prisma num quarto escuro.
Vestida com uma capa larga com franjas de pele de arminho, Ana atravessa o campo com uma elegância discreta, enquanto se ouve "Magnificat" de Bach. Vista por trás, a velha chama um nome: Miranda. O sangue sai de sua boca, ela olha suas mãos vermelhas, sabendo que vai morrer. Miranda é o nome da pequena vila mais próxima e o nome de uma vaca perdida que encontra de seguida. Existe o perigo de se morrer no campo, mas restará sempre a poesia.

## Elenco
- Ana Maria Martins Guerra, como Ana (A Mãe).[8]
- Octávio Lixa Filgueiras, como filho de Ana.
- Ana Umbelina, como Ana (Neta).
- Manuel Ramalho Eanes, como Alexandre.
- Mariana Margarido.
- Aurora Alfonso, como Aurora.

## Produção
A longa-metragem foi produzida por Paulo Branco e José Mazeda, com a assistência de produção de Vítor Gonçalo e Carlos Gonçalo a partir de um patrocínio da Fundação Calouste Gulbenkian. Ana foi distribuída em pela Filme Filmes em formato 35mm, cor.

### Desenvolvimento

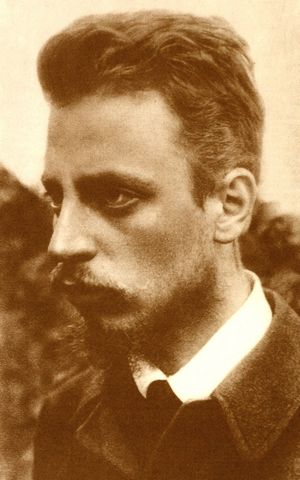
Textos de Rainer Maria Rilke foram incluídos no argumento da longa-metragem.

Os processos criativos e produtivos adotados por António Reis e Margarida Cordeiro implicavam uma comunhão com as suas vidas privadas que se torna difícil separar a experiência cinematográfica das vivências pessoais e familiares. Os autores abordaram este projeto como um conjunto de referências das suas infâncias, sem que Ana fosse uma recriação fidedigna de acontecimentos das suas memórias. Nas palavras de Reis: "Toda essa memória foi absolutamente submetida a um processo imaginário, senão seria a ilustração de um fenómeno de memória, que estava num arquivo. Aliás o próprio tempo já se escorrega de esbater coisas, de alterar umas e de trazer outras…" Tal resulta numa coleção de imagens mentais que, com recurso a poemas de Rainer Maria Rilke selecionados para o argumento, traçam um paralelo, no retrato simbólico, entre os personagens e o seu meio.

### Rodagem
Por este comprometimento pessoal e familiar se justificou a inclusão no elenco do filme a filha do casal, Ana Umbelina, e a mãe de Margarida Cordeiro, Ana Maria Martins Guerra, como protagonista. Ana foi filmada em três temporadas e cinco anos, processo que terminou em 1982. Foi produzido em moldes de extrema economia: filmado em 16 m/m, com uma equipa técnica restrita e atores não-remunerados. Em entrevista Martins Guerra, destacou a exigência pedida para a rodagem, recordando que "por vezes fazíamos os mesmos planos 15 vezes, e isso era o pior". Os autores consideraram que Ana foi o seu filme mais pensado, pelo seu domínio sobre a história dos locais de gravação e o envolvimento de colaboradores que os conheciam bem e os corrigiam. O processo de rodagem foi caracterizado pelo nível de exigência que os cineastas procuraram na dialética entre imagens e uma grande proximidade sonora primitiva (fogo, vento, inundação).

## Temas e estilo
Ana é um filme que parte de uma base do cinema de etnoficção, mas evolui para uma maior estilização do género. Críticos de cinema caracterizaram a longa-metragem de uma docufábula, por ser a mais ficcionada das fitas da dupla, ou pelo menos o seu filme onde quase existe um enredo. Ainda assim, há uma continuidade artística com a primeira longa-metragem de Reis e Cordeiro, Trás-os-Montes. Tal é evidente numa cena em Ana, onde um etnólogo relaciona os antigos costumes de Trás-os-Montes com os da antiga Mesopotâmia, o que contribui para olhar interno sobre um terreno cujos habitantes são depósitos geológicos e cujas paisagens são filmadas como se fossem cidades.
A figura e tema dominante da obra é a da Mãe, que domina o espaço da casa e a paisagem. O olhar dos autores centra-se numa idosa (avó e mãe) e em reminiscências de tudo o que os seus familiares viram, ouviram, tatearam e cheiraram. O filme explora a ideia de morte ser ressurreição através da memória e da saudade, nomeadamente através da sequência final do filme retratando o falecimento da protagonista no espaço oval do lago transmontano.

## Distribuição
Ana estreou-se a 15 de setembro na edição de 1982 do Festival Internacional de Cinema da Figueira da Foz, em Portugal, onde seria premiado. O filme viria a ser distribuído comercialmente no país três anos depois, com nova estreia a 6 de maio de 1985. Internacionalmente, Ana teve exibição comercial em Paris (França) durante três meses no Centro de Cultura Portuguesa da Fundação Gulbenkian. Também foi exibido na Alemanha, Áustria, Suíça e Bélgica.

### Festivais
O filme percorreu um longo circuito de Festivais internacionais de cinema nos anos que se seguiram à sua estreia em 1982. Nesse ano, esteve também presente nos Festivais Internacionais de Valladolid, Veneza, Festival de Montreal, de Bruxelas, Bois de la Batie, Antuérpia e Chicago. No ano seguinte estreou a 21 de fevereiro de 1983 no Berlin International Film Festival (Alemanha Ocidental). Ana viria a ser selecionado para os Festivais Internacionais de Hong-Kong, Roterdão, Tenerife, São Paulo, Locarno, Mannheim, Edimburgo, La Rochelle e Flandres. Na Semana dos Cahiers du Cinéma, integrou a retrospectiva de Digne (com Jaime e Trás-os-Montes). A longa-metragem foi exibida nos Festivais de Genebra e Lausanne em 1985 e, em 1986, no Festival de Los Angeles.	

## Reconhecimentos
Ana recebeu, de forma geral, comentários positivos pela crítica especializada. Na sua crítica, Eduardo Prado Coelho, considerou Ana o filme mais ambicioso de Cordeiro e Reis até a data, por um lado, por deixar aparentemente de ter objeto, e por outro, pela sua intenção de descoberta do homem português desembocar na sua relação com a terra, com o nascimento e a morte. Desenvolvendo esta ideia, João Lopes (Diário de Notícias) destaca como o carácter cíclico do filme se enreda com o movimento da vida e da morte, das vidas e da mortes, perturbando a linearidade inicial do próprio espaço.
José Gabriel Pereira Bastos (Jornal da Letras) caracteriza a longa-metragem de cinema da cumplicidade enigmática, onde é impossível separar-se o conteúdo, a forma e o clima, "a marca principal da radicalidade poética deste filme e o sinal que nos encontramos perante uma obra quase perfeita, na sua trabalhada imperfeição". Em concordância, Cláudia Baptista (Jornal Se7e) escreve que este filme subverte o cinema estandardizado e os códigos de narração ortodoxos. Nesse sentido, também José Vaz Pereira (A Capital) defende que este é o menos convencional dos filmes, por não respeitar nenhuma das regras a que a produção massificada foi pouco a pouco habituando o espetador, quase o amolecendo nas suas escolhas.  António Loja Neves (Revista Cinema) destaca igualmente o ritmo transmontano da longa-metragem, que acontece por herança da própria vida e do ambiente que retrata. Yann Lardeau (Cahiers du Cinema) elogia a equivalência simbólica colocada entre os seres vivos e a terra, entre o homem e a paisagem, concluindo que o filme é um meteoro de inspiração mística nas telas do cinema.
Vários consideraram a obra cinematográfica uma obra também poética. Nomeadamente Jorge Leitão Ramos (Diário de Lisboa) escreve que tal como numa obra poética, Ana traz a "edificação de uma realidade que só é também a nossa porque, para que aconteça, é preciso que fale de algo de essencial: amor, morte, espantos." Também Miguel Esteves Cardoso (O Sete) escreve que o que o filme tem de poético é "o ato de pacientemente ter procurado apanhar uma essência, o trabalho de riscar a superfície e desbastar e escanhoar uma matéria bruta até revelar o seu segredo, que não é segredo nenhum, porque o somos e pisamos sempre – portugueses, e Portugal".
Ana, fascinou e influenciou vários cineastas contemporâneos, como Jean Rouch, Jacques Rivette e Joris Ivens. Sobre o filme, Ivens admira o modo como os realizadores utilizam o vento como elemento dramático e não como um artifício. Em conjunto com a filmografia de António Reis e Margarida Cordeiro, Ana revelou-se uma obra radical e decisiva para a identidade do cinema contemporâneo português, encontrando seguidores em Pedro Costa, João Cesar Monteiro e João Pedro Rodrigues.

### Premiações
Ao longo do circuito de Festivais internacionais de cinema para o qual foi selecionado, Ana valeu aos autores inúmeros prémios e nomeações, como a Espiga de Ouro do Festival de Valhadolide. O filme foi escolhido para representar Portugal na competição do Óscar de melhor filme estrangeiro da edição de 1986.
| Ano  | Prémios                                             | Categorias                   | Destinatários e nomeados          | Resultado | Referências          |
| ---- | --------------------------------------------------- | ---------------------------- | --------------------------------- | --------- | -------------------- |
| 1982 | Festival Internacional de Cinema da Figueira da Foz | Menção Especial              | Ana                               | Venceu    | [ 26 ] [ 27 ] [ 25 ] |
| 1982 | Semana Internacional de Cinema de Valhadolide       | Espiga de Ouro               | Ana                               | Venceu    | [ 26 ] [ 27 ] [ 25 ] |
| 1983 | Academia Francesa                                   | Prémio René Clair            | Ana                               | Indicado  | [ 26 ] [ 27 ] [ 25 ] |
| 1983 | Academia do Cinema Italiano                         | Prémio David di Donatello    | Ana                               | Indicado  | [ 26 ] [ 27 ] [ 25 ] |
| 1985 | Prémios Nova Gente                                  | Melhor realização            | António Reis e Margarida Cordeiro | Venceu    | [ 26 ] [ 27 ] [ 25 ] |
| 1985 | Prémios Nova Gente                                  | Melhor atriz revelação       | Ana Maria Martins Guerra          | Venceu    | [ 26 ] [ 27 ] [ 25 ] |
| 1985 | Prémios Nova Gente                                  | Melhor ator revelação        | Manuel Ramalho Eanes              | Venceu    | [ 26 ] [ 27 ] [ 25 ] |
| 1985 | Prémios Se7es de Ouro                               | Melhor realização            | António Reis e Margarida Cordeiro | Venceu    | [ 26 ] [ 27 ] [ 25 ] |
| 1985 | Prémios Se7es de Ouro                               | Melhor direção de fotografia | Acácio de Almeida e Elso Roque    | Venceu    | [ 26 ] [ 27 ] [ 25 ] |
| 1985 | Prémios Se7es de Ouro                               | Melhor atriz revelação       | Ana Maria Martins Guerra          | Venceu    | [ 26 ] [ 27 ] [ 25 ] |